# 黒木辰哉
黒木 辰哉（くろき たつや、1995年1月12日 - ）は、日本の元俳優。
千葉県出身。劇団東俳→ クローバーに所属していた。身長170cm。特技は野球。

## 略歴
小学4年生のときから子役の仕事を始める。2007年11月放送の『オジサンズ11』で、自伝『ホームレス中学生』がベストセラーとなったお笑い芸人・田村裕（麒麟）の少年時代役として再現VTRに出演する。
2008年、『ホームレス中学生』がフジテレビでテレビドラマ化されるにあたり、100名以上のオーディション参加者の中から主役の座を獲得。容姿が田村本人とそっくりなことが話題となる。田村とはその後バラエティ番組での共演を経て、同年10月から放送された連続ドラマ『セレブと貧乏太郎』では兄弟役として共演した。

## 出演

### テレビドラマ
- ちびまる子ちゃん（2006年4月、フジテレビ）ナベちゃん 役
- バッテリー（2008年4月 - 6月、NHK）野球部レギュラー 役
- ホームレス中学生（2008年7月、フジテレビ）主演・田村裕 役
- 瞳 第25週（2008年9月、NHK）飯島俊一 役
- セレブと貧乏太郎（2008年10月 - 12月、フジテレビ）坂本和樹 役
- ホームレス中学生2（2009年4月、フジテレビ）田村裕 役
- 大切なことはすべて君が教えてくれた（2011年1月 - 3月、フジテレビ）瀧山辰哉 役
- 土曜ドラマスペシャル あっこと僕らが生きた夏（2012年4月、NHK）黒田康弘 役
- 宮部みゆきミステリー パーフェクト・ブルー 第9話 - 第11話（2012年12月、TBS）山瀬浩 役
- なぞの転校生（2014年1月 - 3月、テレビ東京）丸山隼人 役
- BORDER 警視庁捜査一課殺人犯捜査第4係 第5話（2014年5月8日、テレビ朝日）則松 役
- HERO 第9話（2014年9月8日、フジテレビ）吉田恒春 役
- 天使のナイフ 第1話・第2話（2015年2月22日・3月1日、WOWOW）
- 戦う!書店ガール 第4話（2015年5月5日、関西テレビ）青木 役
- 連続企業爆破テロ 40年目の真実（2015年5月22日、フジテレビ）佐々木規夫 役
- 仮面ライダーゴースト 第7話・第8話（2015年11月22日・29日、テレビ朝日） - 田中恒男 役

### 映画
- 怪談（2007年）小僧 役
- 人の砂漠 「屑の世界」（2010年）沢口登 役
- ランウェイ☆ビート（2011年）松田邦宏 役
- 闇金ウシジマくん Part2（2014年）
- 学校の怪談 呪いの言霊（2014年）公雄 役
- リップヴァンウィンクルの花嫁（2016年）

### CM
- ゼファーマ「マキロン」盗塁篇（2005年）
- 日本コカ・コーラ「ファンタ」3年AB組エビさん先生篇（2008年）
- 日本コカ・コーラ「ジョージア」しみわたる編